# Tài nguyên nước

Đất ngập nước tự nhiên

Tài nguyên nước là các nguồn nước mà con người sử dụng hoặc có thể sử dụng vào những mục đích khác nhau. Nước được dùng trong các hoạt động nông nghiệp, công nghiệp, dân dụng, giải trí và môi trường. Hầu hết các hoạt động trên đều cần nước ngọt.
97% nước trên Trái Đất là nước muối, chỉ 3% còn lại là nước ngọt nhưng gần hơn 2/3 lượng nước này tồn tại ở dạng sông băng và các mũ băng ở các cực. Phần còn lại không đóng băng được tìm thấy chủ yếu ở dạng nước ngầm, và chỉ một tỷ lệ nhỏ tồn tại trên mặt đất và trong không khí.
Nước ngọt là nguồn tài nguyên tái tạo, tuy vậy mà việc cung cấp nước ngọt và sạch trên thế giới đang từng bước giảm đi. Nhu cầu nước đã vượt cung ở một vài nơi trên thế giới, trong khi dân số thế giới vẫn đang tiếp tục tăng làm cho nhu cầu nước càng tăng. Sự nhận thức về tầm quan trọng của việc bảo vệ nguồn nước cho nhu cầu hệ sinh thái chỉ mới được lên tiếng gần đây. Trong suốt thế kỷ 20, hơn một nửa các vùng đất ngập nước trên thế giới đã bị biến mất cùng với các môi trường hỗ trợ có giá trị của chúng. Các hệ sinh thái nước ngọt mang đậm tính đa dạng sinh học hiện đang suy giảm nhanh hơn các hệ sinh thái biển và đất liền. Chương trình khung trong việc định vị các nguồn tài nguyên nước cho các đối tượng sử dụng nước được gọi là quyền về nước (water rights).

## Các nguồn nước ngọt

### Nước mặt

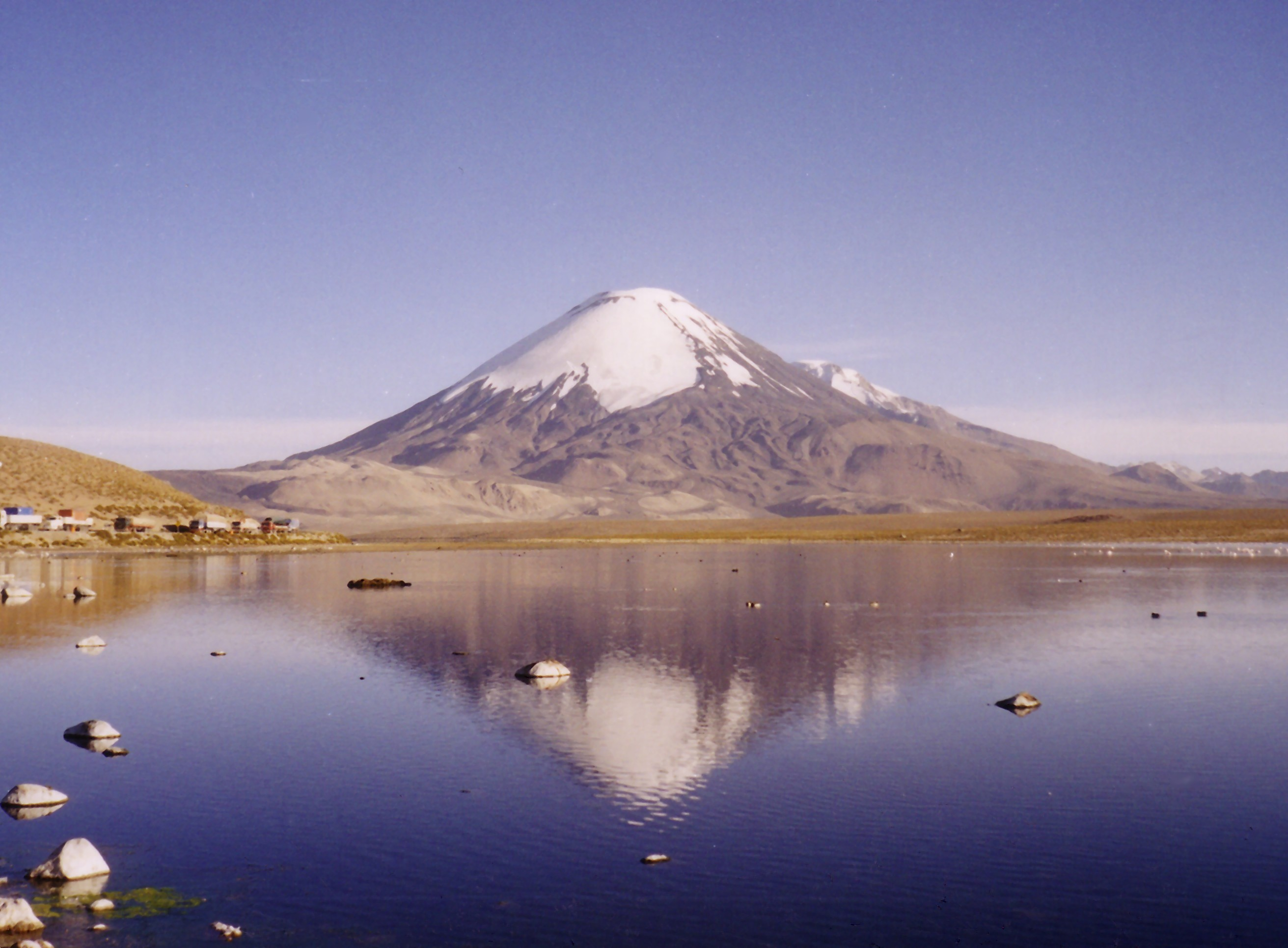
Hồ Chungará và núi lửa Parinacota miền bắc Chile

Nước mặt là nước trong sông, hồ hoặc nước ngọt trong vùng đất ngập nước. Nước mặt được bổ sung một cách tự nhiên bởi giáng thủy và chúng mất đi khi chảy vào đại dương, bốc hơi và thấm xuống đất.
Lượng giáng thủy này được thu hồi bởi các lưu vực, tổng lượng nước trong hệ thống này tại một thời điểm cũng tùy thuộc vào một số yếu tố khác. Các yếu tố này như khả năng chứa của các hồ, vùng đất ngập nước và các hồ chứa nhân tạo, độ thấm của đất bên dưới các thể chứa nước này, các đặc điểm của dòng chảy mặn trong lưu vực, thời lượng giáng thủy và tốc độ bốc hơi địa phương. Tất cả các yếu tố này đều ảnh hưởng đến tỷ lệ mất nước.
Các hoạt động của con người có thể tác động lớn hoặc đôi khi phá vỡ các yếu tố này. Con người thường tăng khả năng trữ nước bằng cách xây dựng các bể chứa và giảm trữ nước bằng cách tháo khô các vùng đất ngập nước. Con người cũng làm tăng lưu lượng và vận tốc của dòng chảy mặt ở các khu vực lát đường và dẫn nước bằng các kênh.
Tổng lượng nước tại một thời điểm là vấn đề cần quan tâm. Một số đối tượng sử dụng nước có nhu cầu nước theo vụ. Ví dụ, trong mùa hè cần rất nhiều nước để phục vụ cho nông nghiệp hoặc phát điện nhưng trong mùa mưa thì không cần nước, vì vậy để cung cấp nước tốt cho mùa hè thì cần một hệ thống trữ nước trong suốt năm và xả nước trong một khoảng thời gian ngắn. Các đối tượng sử dụng nước khác có nhu cầu dùng nước thường xuyên như nhà máy điện cần nguồn nước để làm lạnh. Để cung cấp nước cho các nhà máy điện, hệ thống nước mặt chỉ cần đủ trong các bể chứa khi dòng chảy trung bình nhỏ hơn nhu cầu nước của nhà máy.
Nước mặt tự nhiên có thể được tăng cường thông qua việc cung cấp từ các nguồn nước mặt khác bởi các kênh hoặc đường ống dẫn nước. Cũng có thể bổ cấp nhân tạo từ các nguồn khác được liệt kê ở đây, tuy nhiên, số lượng không đáng kể. Con người có thể làm cho nguồn nước cạn kiệt (với nghĩa không thể sử dụng) bởi ô nhiễm.
Brasil được đánh giá là quốc gia có nguồn cung cấp nước ngọt lớn nhất thế giới, sau đó là Nga và Canada.

### Dòng chảy ngầm
Trên suốt dòng sông, lượng nước chảy về hạ nguồn thường bao gồm hai dạng là dòng chảy trên mặt và chảy thành dòng ngầm trong các đá bị nứt nẻ (không phải nước ngầm) dưới các con sông. Đối với một số Thung lũng lớn, yếu tố không quan sát được này có thể có lưu lượng lớn hơn rất nhiều so với dòng chảy mặt. Dòng chảy ngầm thường hình thành một bề mặt động lực học giữa nước mặt và nước ngầm thật sự. Nó nhận nước từ nguồn nước ngầm khi tầng ngậm nước đã được bổ cấp đầy đủ và bổ sung nước vào tầng nước ngầm khi nước ngầm cạn kiệt. Dạng dòng chảy này phổ biến ở các khu vực karst do ở đây có rất nhiều hố sụt và dòng sông ngầm.

### Nước ngầm
Nước ngầm là một dạng nước dưới đất, là nước ngọt được chứa trong các lỗ rỗng của đất hoặc đá. Nó cũng có thể là nước chứa trong các tầng ngậm nước bên dưới mực nước ngầm. Đôi khi người ta còn phân biệt nước ngầm nông, nước ngầm sâu và nước chôn vùi.
Nước ngầm cũng có những đặc điểm giống như nước mặt như: nguồn vào (bổ cấp), nguồn ra và chứa. Sự khác biệt chủ yếu với nước mặt là do tốc độ luân chuyển chậm (dòng thấm rất chậm so với nước mặt), khả năng giữ nước ngầm nhìn chung lớn hơn nước mặt khi so sánh về lượng nước đầu vào. Sự khác biệt này làm cho con người sử dụng nó một cách vô tội vạ trong một thời gian dài mà không cần dự trữ. Đó là quan niệm sai lầm, khi mà nguồn nước khai thác vượt quá lượng bổ cấp sẽ là cạn kiệt tầng chứa nước và không thể phục hồi.
Nguồn cung cấp nước cho nước ngầm là nước mặt thấm vào tầng chứa. Các nguồn thoát tự nhiên như suối và thấm vào các đại dương.
Nguồn nước ngầm có khả năng bị nhiễm mặn cách tự nhiên hoặc do tác động của con người khi khai thác quá mức các tầng chứa nước gần biên mặn/ngọt. Ở các vùng ven biển, con người sử dụng nguồn nước ngầm có thể làm co nước thấm vào đại dương từ nước dự trữ gây ra hiện tượng muối hóa đất.  Con người cũng có thể làm cạn kiệt nguồn nước bởi các hoạt động làm ô nhiễm nó. Con người có thể bổ cấp cho nguồn nước này bằng cách xây dựng các bể chứa hoặc bổ cấp nhân tạo.